# Dunn’s River Falls

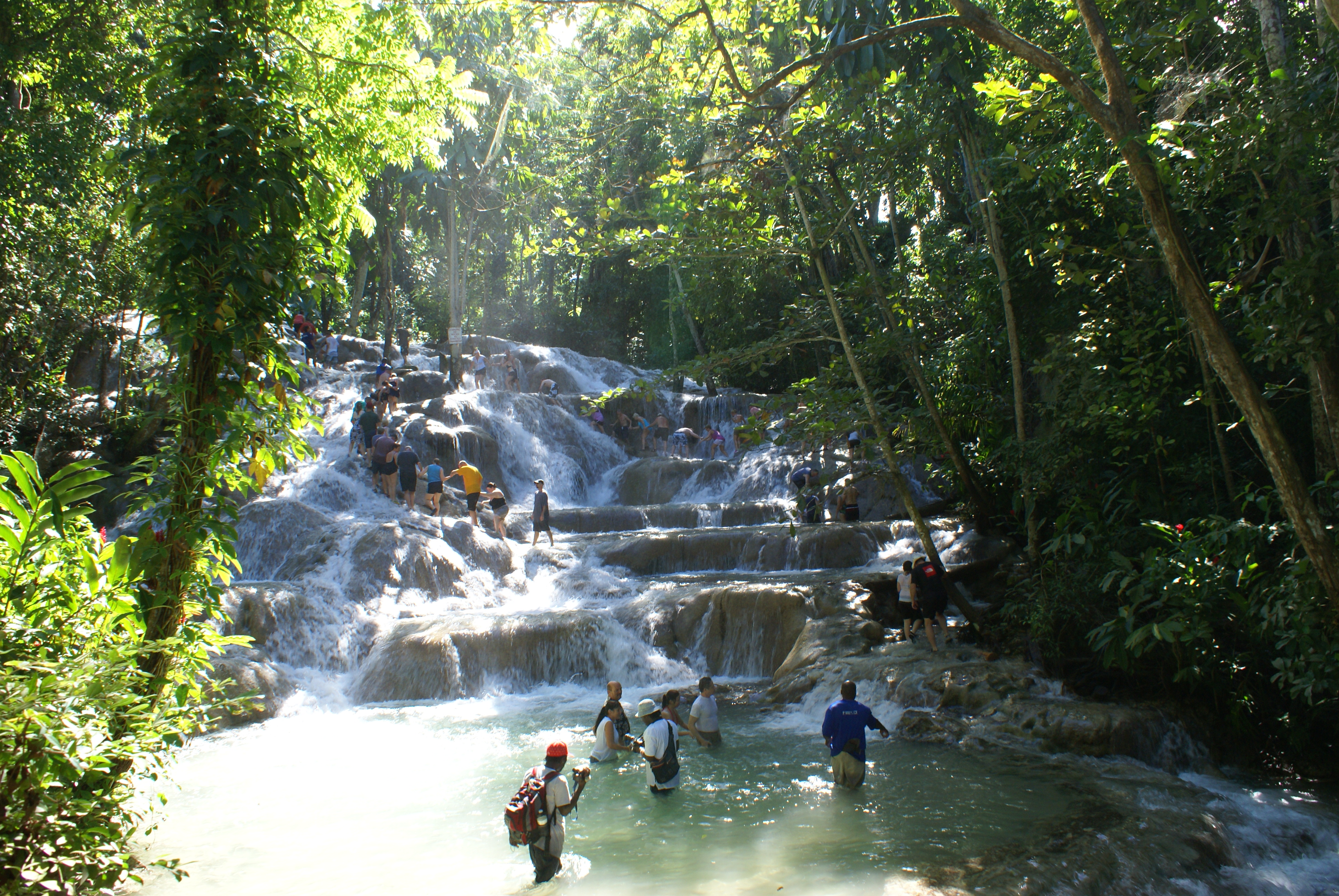
Dunn’s River Falls

Die Dunn’s River Falls sind Wasserfälle in Ocho Rios auf Jamaika. Das Wasser überwindet auf einer Strecke von 180 Metern einen Höhenunterschied von 55 Metern. Die Dunn´s River Falls gehören zu den weltweit sehr seltenen Wasserfällen, die direkt ins Meer münden. 
Die Wasserfälle sind eingebettet in den Freizeitpark Dunn’s River Falls & Park, zu dem ein Eintrittsgeld erhoben wird. Mit einem einheimischen Guide kann man die kompletten Fälle vom Strand aus erklettern. Man kann die Wasserfälle aber auch von Holzplattformen betrachten, die an deren Seite angelegt sind. 
Im Jahre 1657 fand dort eine Schlacht zwischen den Spaniern und den Engländern statt. 1962 dienten die Fälle als Drehort für eine Szene des ersten James-Bond-Filmes 007 jagt Dr. No.